# Carlshamns IBK
Carlshamns IBK eller CI85 är en innebandyklubb från Karlshamn i Sverige.
Klubben grundades den 14 december 1985 och blev Blekinges första aktiva innebandyklubb. 1991 startades även ett damlag, som i mitten på 1990-talet spelade några säsonger i division 1 södra, som då var landets högstadivision. Säsongen 1996/1997 åkte damlaget ur högstadivisionen.
Klubbens lag spelar sina hemmamatcher i Väggahallen och i Sparbanken i Karlshamn Arena.